# Goffredo (vescovo di Perugia)
Goffredo (... – dopo 1085) è stato un vescovo cattolico italiano.

## Biografia
Di origine romana, era figlio di un certo Giovanni, morto prima del 1059, e di una Cuniza, figlia a sua volta di Ildebrando; nacque con ogni probabilità nel primo quarto dell'XI secolo. Viene documentato per la prima volta in una donazione del 18 novembre 1059, quando con sua madre donò al monastero vallombrosano di Passignano un terreno posto in loco Prata Crisa, per la salvezza della propria anima e di quella di Alberto, un suo fratello defunto. Tale legame con l'ambiente riformatore toscano è forse da porsi in relazione col fatto che era canonico di Firenze, forse membro del clero di quella chiesa maggiore da cui nel 1068 sarebbe partita l'iniziativa di cacciare il vescovo simoniaco Pietro Mezzabarba.
Non è nota la data della sua nomina a vescovo di Perugia: il primo documento noto che lo cita è del 13 aprile 1059, quando sottoscrisse un documento di papa Niccolò II. Il 1º ottobre 1071 prese parte alla dedicazione della nuova abbazia di Montecassino con altri vescovi riformatori.
In qualità di vescovo sottoscrisse due documenti, datati 27 novembre 1073 e aprile 1085,  redatti da Ranieri, vescovo gregoriano di Firenze. Questi documenti rafforzano l'ipotesi che il vescovo potrebbe aver trascorso alcuni lunghi periodi lontano dalla propria diocesi, anche perché non vi sono tracce di Goffredo nella vita e nei documenti perugini contemporanei; tale fatto potrebbe dimostrare che egli faticò a prendere realmente possesso della diocesi, quasi certamente per effetto della resistenza oppostagli dai fautori del partito imperiale o a ogni modo di quanti erano avversi alla riforma ecclesiastica.
È documentato per l'ultima volta nel 1085; il primo riferimento al suo successore è dell'aprile 1105.